# Hornspitzmoore
Hornspitzmoore este o arie protejată (sit de importanță comunitară — SCI) din Austria întinsă pe o suprafață de 47,74 ha, integral pe uscat.

## Localizare
Centrul sitului Hornspitzmoore este situat la coordonatele 47°34′08″N 13°29′48″E / 47.5689°N 13.4966°E.

## Înființare
Situl Hornspitzmoore a fost declarat sit de importanță comunitară în noiembrie 2014 pentru a proteja 1 specie de plante.

## Biodiversitate
Situată în ecoregiunea alpină, aria protejată conține 9 habitate naturale: Liziere de ierburi înalte hidrofile de câmpie și de nivel montan până la alpin, Fânețe montane, Turbării active, Mlaștini turboase de tranziție și turbării mișcătoare, Depresiuni pe substraturi de turbă de Rhynchosporion, Mlaștini alcaline, Mlaștini împădurite, Păduri aluvionare cu Alnus glutinosa și Fraxinus excelsior (Alno-Padion, Alnion incanae, Salicion albae), Păduri acidofile de Picea de la nivel montan la nivel alpin (Vaccinio-Piceetea).
La baza desemnării sitului se află o specie protejată de  plante: Hamatocaulis vernicosus.